# Гагарин, Николай Сергеевич
Князь Никола́й Серге́евич Гага́рин (19 (30) июля 1786, Лондон — 25 июля (6 августа) 1842, Санкт-Петербург) — русский офицер, благотворитель, действительный статский советник, «миллионщик» из княжеского рода Гагариных, вице-президент Императорского кабинета (с 1833), владелец усадьбы Никольское-Гагарино. Несмотря на репутацию гуманного начальника, был застрелен подчинённым.

## Биография
Родился 19 (30) июля 1786 года в Лондоне в семье князя Сергея Сергеевича Гагарина (1745—1798, сын С. В. Гагарина) и его жены Варвары Николаевны (1762—1802), урождённой княжны Голицыной (внучка М. М. Голицына). После смерти в 1791 году дальнего родственника В. А. Гагарина, героя Чесменской битвы, остался старшим в роду Гагариных. Имел младшего брата Сергея (1795—1852).
Пожалованный в ранней молодости (09.01.1802) в камер-юнкеры, Николай Сергеевич затем служил в Белорусском гусарском полку. Во время формирования московского ополчения назначен шефом сформированного на его средства 1-го пехотного полка, с которым участвовал в Бородинском сражении, но вскоре после того испросил отставки «по болезни». До конца правления Александра I, имея звание камергера, Николай Гагарин нигде не служил и в конце концов был исключён из придворных списков. 

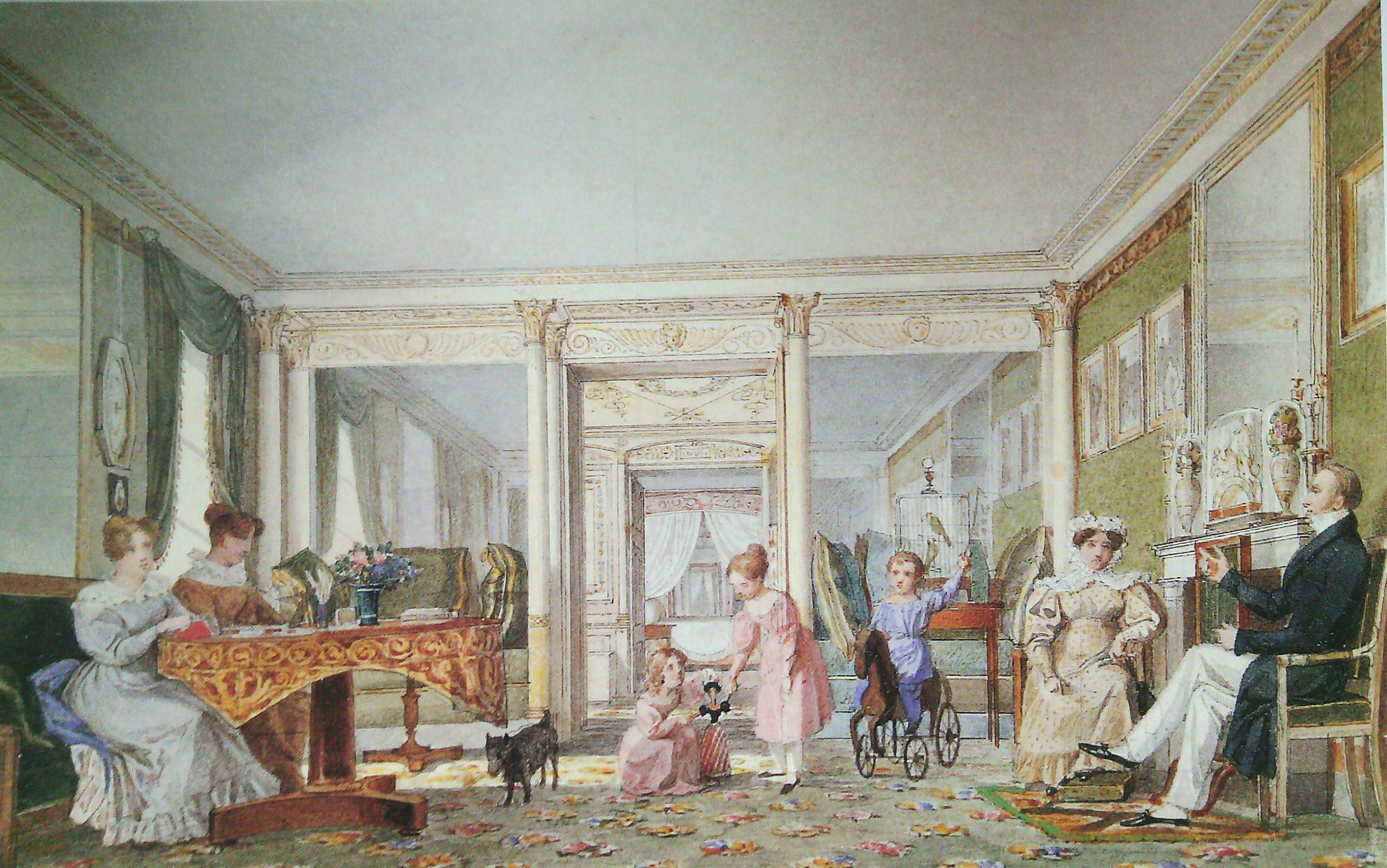
Семья Гагариных на акварели А. П. Брюллова (Париж, 1827 год)

Обладатель крупного состояния, жил он открыто и широко. Его московский дом на Новинском бульваре выстроил Осип Бове. В Петербурге славились его обеды, на которые съезжалось отборное общество. Русской прислуги в его доме совсем не было, Гагарин требовал, чтобы его окружали одни только иностранцы. В 1831 году князь Гагарин, поиздержавшись, изъявил желание вернуться на придворную службу. Ему было поручено сопровождать великую княгиню Елену Павловну в Англию.
9 апреля 1832 года был произведён в действительные статские советники, в ноябре того же года был назначен управляющим императорскими стеклянными и фарфоровым заводами, где навёл образцовый порядок. Был пожалован придворным званием «в должности гофмейстера». Затем получил назначение вице-президентом Императорского кабинета и 5 декабря 1836 года был пожалован чином гофмейстера.
Также состоял в комиссии для возобновления Зимнего дворца после пожара 1837 года. За работу в этой комиссии в 1839 году был награждён золотой медалью в память возобновления Зимнего дворца.

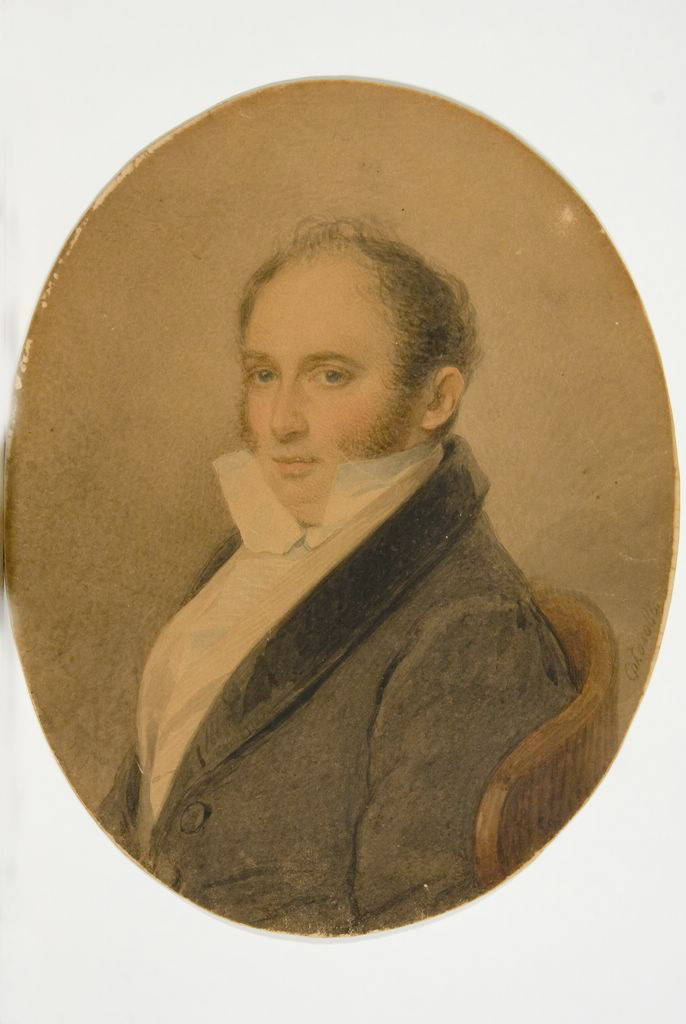
Портерт кисти П. Ф. Соколова

## Убийство
Гагарин умер насильственной смертью 25 июля (6 августа) 1842 года от руки своего подчинённого Ивана Рейнмана, лесничего Сарто-Лахтинского леса, принадлежащего ведомству Кабинета Его Императорского Величества. При выходе из присутствия князь встретил в дверях прихожей Рейнмана, который после краткого разговора выстрелил в него из пистолета в шею. Князь через несколько минут скончался. Как было установлено, дробь повредила головной мозг. Рейнман объяснил, что он убил начальника из-за того, что, несмотря на своё усердие по службе, подвергался притеснениям, а рассмотрение его прошения затягивалось. Генерал-аудиториат определил Рейнману наказание «шпицрутенами через тысячу человек шесть раз и, по лишении всех прав состояния, сослать в Сибирь в каторжную работу». Очевидец наказания управляющий III отделением Л. В. Дубельт вспоминал: «Я сам был свидетелем наказания убийцы покойного князя Гагарина, его били в течение двух часов, куски мяса его летели на воздух от ударов, и потом, превращенный в кусок отвратительного мяса, без наималейшего куска кожи, он жил еще четыре дня и едва на пятый скончался в величайших страданиях. Народ, присутствовавший при наказании, когда привели убийцу на Семеновскую площадь, кричал: «Вот злодей! Он должен быть строго наказан!» Впоследствии принял в нем же участие и с сожалением говорил: «Боже мой! Можно ли мучить так человека!» 
Князь Гагарин был похоронен в Духовской церкви Александро-Невской Лавры в Санкт-Петербурге.

## Семья

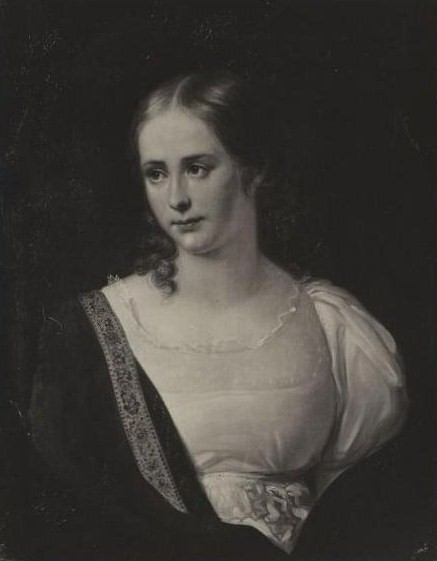
Мария Алексеевна Гагарина

Жена (с 19 апреля 1816 года) — графиня Мария Алексеевна Бобринская (30.01.1798—30.07.1835), внучка Екатерины Великой и Григория Орлова. В обществе её звали «Бобон», по свидетельству И. М. Долгорукова, вместе с матерью княгиня Гагарина «любила веселить и веселиться». Её парадные вечеринки привлекали молодых людей обоего пола «вольностью в обращении и свободой от принуждённых этикетов». По отзывам Долли Фикельмон, была «умна, образованна и претенциозна». От отца получила изрядное состояние. В 1821—1825 годах жила с мужем в Москве, в 1825—1827 годах за границей, побывав в Вене, Дрездене, Франкфурте и Лондоне, Гагарины обосновались в Париже на ул. Шуазель. После возвращения жила в Петербурге, где и умерла скоропостижно. К. Я. Булгаков писал брату:

Жена Гагарина почувствовала 4-го дня озноб, третьего дня еще выезжала, вчера утром давала еще разные приказания своему управителю; сделалось ей дурно, тотчас случилось воспаление внутри, приставили пиявки, но тотчас сделался антонов огонь, и она Богу душу отдала. Все это так скоро, что чрезвычайно страшно. Её тучность, вероятно, ускорила кончину. Ты можешь себе посудить, в каком положение её муж, дети, мать. Вот наша жизнь!
Дантес, сообщая подробности ее смерти, писал: «Несчастная ушла из жизни скоропостижно и в тяжких страданиях, она задохнулась за несколько часов, а когда тело вскрыли, все оно было изъедено гангреной». После отпевания в Пантелеимоновской церкви была похоронена в Лазаревской Усыпальнице Александро-Невской лавры. Супруги Гагарины имели детей:
1. Варвара Николаевна (09.03.1817[12]— ?), крещена 14 марта 1817 года в Исаакиевском соборе при восприемстве графа А. А. Бобринского и княгини В. С. Долгоруковой.
2. Анна Николаевна (25.03.1818[13]— ?), крестница дяди графа А. А. Бобринского и бабки графини А. В. Бобринской.
3. Мария Николаевна (1820—1837).
4. Леонилла Николаевна (1822—1887), замужем за последним князем Меншиковым, в браке родилось 4 детей, но все умерли во младенчестве.
5. Николай Николаевич (1823—1902), с 1843 года женат на дочери дипломата графине Елене Николаевне Гурьевой (1825—1907). Дочь София Николаевна — жёна министра иностранных дел М. Н. Муравьёва, дочь Мария Николаевна - жена генерала М. Д. Скобелева.
6. Лев Николаевич (1828—1868), с 1864 года женат на балерине Анне Ивановне Прихуновой (1830—1887).